# Lancer du disque masculin à la Ligue de diamant 2012
Navigation
2011
Le concours du lancer du disque masculin de la Ligue de diamant 2012 se déroule du 11 mai au 7 septembre 2012. La compétition fait successivement étape à Doha, Rome, New York, Londres, Lausanne, Birmingham et Bruxelles.

## Calendrier
| Date               | Meeting                         | Ville      | Pays        |
| ------------------ | ------------------------------- | ---------- | ----------- |
| 11 mai 2012        | Qatar Athletic Super Grand Prix | Doha       | Qatar       |
| 31 mai 2012        | Golden Gala                     | Rome       | Italie      |
| 9 juin 2012        | Meeting de New York             | New York   | États-Unis  |
| 13-14 juillet 2012 | London Grand Prix               | Londres    | Royaume-Uni |
| 23 août 2012       | Athletissima                    | Lausanne   | Suisse      |
| 26 août 2012       | Aviva Birmingham Grand Prix     | Birmingham | Royaume-Uni |
| 7 septembre 2012   | Mémorial Van Damme              | Bruxelles  | Belgique    |

## Résultats
| Date | Meeting    | 1er                            | 1er   | 2e                        | 2e    | 3e                        | 3e    |
| --- | ---------- | ------------------------------ | ----- | ------------------------- | ----- | ------------------------- | ----- |
| 11 mai 2012 | Doha       | Piotr Małachowski 67,53 m (SB) | 4 pts | Ehsan Hadadi 66,32 m      | 2 pts | Zoltán Kővágó 65,77 m     | 1 pt  |
| 31 mai 2012 | Rome       | Ehsan Hadadi 66,73 m           | 4 pts | Virgilijus Alekna 66,31 m | 2 pts | Gerd Kanter 65,36 m       | 1 pt  |
| 9 juin 2012 | New York   | Zoltán Kővágó 66,36 m          | 4 pts | Frank Casañas 65,21 m     | 2 pts | Vikas Gowda 64,86 m       | 1 pt  |
| 13-14 juillet 2012 | Londres    | Gerd Kanter 64,85 m            | 4 pts | Virgilijus Alekna 63,71 m | 2 pts | Lawrence Okoye 63,33 m    | 1 pt  |
| 23 août 2012 | Lausanne   | Gerd Kanter 65,79 m            | 4 pts | Lawrence Okoye 65,27 m    | 2 pts | Frank Casañas 65,24 m     | 1 pt  |
| 26 août 2012 | Birmingham | Robert Harting 66,64 m         | 4 pts | Gerd Kanter 65,79 m       | 2 pts | Virgilijus Alekna 65,63 m | 1 pt  |
| 7 septembre 2012 | Bruxelles  | Gerd Kanter 66,84 m            | 8 pts | Martin Wierig 66,05 m     | 4 pts | Virgilijus Alekna 65,78 m | 2 pts |
| Records et Performances - AR : Record continental (area record) - CR : Record des championnats (championship record) - MR : Record du meeting (meet record) - NR : Record national (national record) - OR : Record olympique (olympic record) - PR : Record paralympique (paralympic record) - PB : Record personnel (personal best) - SB : Meilleure performance personnelle de la saison (season's best) - WL : Meilleure performance mondiale de l'année (world leader) - WJR : Record du monde junior (world junior record) - WR : Record du monde (world record) Circonstances et Conditions - DNF : N'a pas terminé (did not finish) - DNS : N'a pas pris le départ (did not start) - DQ : Disqualification (disqualification) - NM : Aucun essai valable enregistré (No Mark) - Q : Qualifié « directement » au prochain tour (ou à la prochaine compétition), lors d'une compétition majeure, grâce au classement ou à la réalisation des minima (automatic qualifier) - q : Qualifié au prochain tour (ou à la prochaine compétition), lors d'une compétition majeure, grâce au repêchage ou à la réalisation de l'une des meilleures performances parmi celles des « non qualifiés directement » (grâce au meilleur temps ou à la meilleure distance par exemple) (secondary qualifier) |            |                                |       |                           |       |                           |       |

## Classement général
- Classement final[1] :

| Rang | Athlète           | Points |
| ---- | ----------------- | ------ |
| 1    | Gerd Kanter       | 19     |
| 2    | Virgilijus Alekna | 7      |
| 3    | Martin Wierig     | 4      |